# Hüvelykujj-közelítő izom

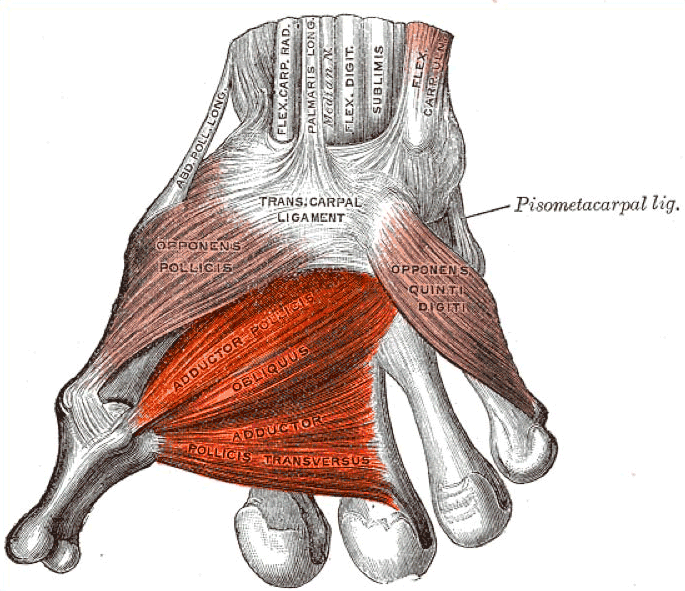
A két nyíl jelöli a két izom fejet

A hüvelykujj-közelítő izom (latinul musculus adductor pollicis) egy izom az ember kezében.

## Eredés, tapadás, elhelyezkedés
Ez az izom két fejből áll: ferde (obliquus) és haránt (transversus) fejből.

### Ferde(obliquus)fej
A fejescsontről (os capitatum) néhány eredési ponttal, a II. és III. kézközépcsont (metacarpus) fejecséről, a carpometacarpea szalagról valamint a orsócsonti csuklóhajlító izom (musculus flexor carpi radialis) ínjáról ered. A hüvelykujj alsó ujjpeccsontján tapad egybe futva a haránt fejjel és a rövid hüvelykujj-hajlító izommal (musculus flexor pollicis brevis).

### Haránt(transversus)fej
A III. kézközépcsont fejecséről ered. A hüvelykujj alsó ujjperccsontján tapad a rövid hüvelykujj-hajlízó izom ínával és a ferde fejjel összefutva.

## Funkció
Közelíti a hüvelykujjat a tenyér felé.

## Beidegzés, vérellátás
A nervus ulnaris mély ága idegzi be és a arteria ulnaris látja el vérrel.